# 长安少年行
《长安少年行》，是一部2020年中国大陆唐朝古装剧。由王玉雯，吴希泽，刘奕畅，谢彬彬，漆培鑫领衔主演，于2019年3月開機，6月殺青。於腾讯视频、騰訊視頻海外站WeTV、LINE TV、LiTV 線上影視和芒果TV、myVideo影音隨看首播播出。

## 播出时间
| 频道            | 所在地   | 播出日期                       | 播出时间 | 备注 |
| --------------- | -------- | ------------------------------ | -------- | ---- |
| 腾讯视频/芒果TV | 中国大陆 | 2020年4月20日                  |          |      |
| WeTV            | 臺灣     | 2020年4月20日                  |          |      |
| LINE TV         | 臺灣     | 2020年4月21日                  |          |      |
| LiTV 線上影視   | 臺灣     | 2020年4月21日起，每周二.三更新 |          |      |
| myVideo影音隨看 | 臺灣     | 每周二.三更新                  |          |      |

## 演员列表

### 主要演员
| 演員                  | 角色     | 介紹 |
| 王玉雯 童年：仉上明珠 | 沈依依   | 市井厨娘 与沈蝶依是好友，本是市井孤儿后被沈家带回家抚养，与蝶依一起长大，亲如姐妹，并被教导书画，但最感兴趣并拿手的是厨艺。为人聪明、机灵、心直口快。 蝶依因病去世后，为报答沈家养育之恩及为了探查蝶依身世，顶替蝶依身份，代替蝶依“嫁”到唐家，履行与唐家的婚约。 后为了拖延与唐九华的婚期，应允他的提议，女扮男裝到尚艺馆就读。在尚艺馆入学考试中想尽一切办法让自己不被选上以此和唐九华分开来拖延婚期，可是她越不想来什么就来什么。武试中，因跑步时帮助路边的老人排名被提前25名。文试时在考卷上涂鸦惹得监考的皇帝大怒，后通过巧妙自辩而逃过一劫并让龙颜大悦，因此皇帝钦封她为尚艺馆头名。 与杨子安是一对欢喜冤家并且两人是尚艺馆中最机智、智商最高的二人，后在一起。 尚艺馆五子之一，厨艺担当。 后成为五味居老板娘。 |
| 吴希泽                | 楊子安   | 宰相庶子 真实身份为朝廷的监察御史，被暗派到尚艺馆查清案件。 面冷心热，善于逻辑推理。 与沈依依（沈蝶依）是欢喜冤家并且两人是尚艺馆中最机智、智商最高的二人，后在一起。 尚艺馆五子之一，棋艺担当。 买下凝香阁送予沈依依，成为五味居老板。 |
| 刘奕畅 少年：肖添仁   | 独孤牧雪 | 潇洒剑客 自幼是孤儿，后被将军收养，成为将军义子。 从小立志报晓国家，爱喝酒爱舞剑。 与凝香（小柔）是青梅竹马，小时候因事故而走散。 尚艺馆五子之一，武艺担当。 |
| 谢彬彬                | 唐九華   | 兵部侍郎独子 沈蝶依未婚夫，与其有婚约 与韩玉儿是欢喜冤家，后在一起。 热爱音律舞蹈。 尚艺馆五子之一，歌舞担当。 |
| 漆培鑫                | 李心远   | 当朝二皇子 化名到尚艺馆就读，本名：萧心远。 不受宠，喜欢古怪发明，爱吃肉，懂周易推演。最喜欢的事是放风筝因为他觉得在那时他是自由的。母亲是杨妃。 太子被废后被皇帝封为了新的皇太子。 喜欢沈依依（沈蝶依）。后明白了沈依依喜欢杨子安决定把这份喜欢放在心里并希望依依幸福。 尚艺馆五子之一，算學担当。 |

### 其他演员
| 演員                | 角色   | 介紹 |
| 李博洋              | 韩玉儿 | 兵部尚书独女 天真浪漫，曾喜欢女扮男装的沈蝶依（沈依依） 与唐九华是欢喜冤家，后在一起                                          |
| 金钟                | 杨子旭 | 当朝宰相之子 尚艺馆助教 杨子安兄长                                                                                            |
| 温晴 童年：陈朵怡   | 凝香   | 凝香阁老板 真实身份为刺客，双面间谍 本名：小柔，与独孤牧雪是青梅竹马，自幼因事故而走散                                        |
| 谢诗煜              | 蕭靈均 | 当朝太子 李心遠皇兄 一心想纂取皇位，经常陷害李心远，最后被射杀                                                                |
| 袁忠远              | 韩君集 | 兵部尚书 韩玉儿之父 |
| 成国栋              | 杨文渊 | 当朝宰相 杨子旭、杨子安之父                                                                                                   |
| 刘柠昊              | 白少谦 | 尚艺馆学子 唐九华小跟班 多次不小心地撞破沈依依和楊子安的甜蜜而人生觀被破壞                                                    |
| 邢洋                | 林博士 | 尚艺馆教授 |
| 季美含 童年：张优宝 | 沈蝶依 | 沈家独女，却非沈老爷亲生女儿 自幼与依依一起长大，亲如姐妹，精通书画并教导依依 与唐九华有婚约，却因病去世 真实身份为前太子遗孤 |
| 谢礼润              | 王招财 | 尚艺馆学子 剛開始和王進寶常常欺負跟挑撥離間他人(尤其是對沈依依和楊子安)                                                       |
| 谢礼洲              | 王进宝 | 尚艺馆学子 剛開始和王招財常常欺負跟挑撥離間他人(尤其是對沈依依和楊子安)                                                       |

## 电视剧歌曲
| 曲序 | 曲目                   |              | 作曲           | 编曲           | 演唱           |
| ---- | ---------------------- | ------------ | -------------- | -------------- | -------------- |
| 1.   | 花开的瞬间（片頭曲）   | 翟春潇       | 林钧晖         | 林钧晖         | 王玉雯、吴希泽 |
| 2.   | 遥不可及的梦（片尾曲） | 翟春潇       | 陈玉彬         | 陈玉彬         | 吴希泽         |
| 3.   | 为我骄傲（插曲）       | 翟春潇、金钟 | 林钧晖、陈玉彬 | 林钧晖、陈玉彬 | 刘奕畅         |
| 4.   | 想说（插曲）           | 姚欣岑       | 任丁一         | 任丁一         | 陈意涵         |